# Kurt Wagner (Politiker)
Kurt Wagner (* 10. April 1957 in Wien) ist ein österreichischer Politiker (SPÖ). Er ist seit 1995 Abgeordneter zum Wiener Landtag und Mitglied des Wiener Gemeinderats.

## Ausbildung und Beruf
Kurt Wagner besuchte die Volks- und Hauptschule und absolvierte im Anschluss drei Jahre lang die Handelsschule des Fonds der Wiener Kaufmannschaft. Er bildete sich danach durch zahlreiche Programmierkurse weiter und war zwischen 1981 und 1988 Programmierer. Zudem besuchte Wagner Vorlesungen über Versicherungsmathematik als Gasthörer an der Universität Wien und absolvierte ab 1988 Trainerseminare, Kurse und Vorträge als Verhaltenstrainer, sowie für Bildungsfragen und Personalentwicklung. 
Wagner ist seit August 1974 Angestellter der Österreichischen Beamtenversicherung und von 1983 bis 2010 Vorsitzender des Betriebsrates. Er wurde 1993 zum Disponenten und 1997 zum Handlungsbevollmächtigten ernannt. Seit November 2006 ist Wagner Direktionssekretär.

## Politik  und Gewerkschaft
Kurt Wagner wurde nach seiner Anstellung bei der Österreichischen Beamtenversicherung Mitglied der Gewerkschaft der Privatangestellten (GPA) und wurde 1983 zum Betriebsratsvorsitzenden und Aufsichtsrat der Beamtenversicherung gewählt. Seit 1987 ist er Sektionsvorstandsmitglied der Sektion Versicherung und seit Mai 1993 Präsidiumsmitglied der Sektion Versicherung der GPA. Im Mai 1994 wurde Wagner zum Bundesfraktionsvorsitzender der Sektion Versicherung gewählt, seit Herbst 1995 ist er Mitglied der Bundeskontrolle der GPA und Mitglied des Bundesforums in der GPA. Derzeit hat Wagner die Funktion des Bundes- und Landesvorsitzenden der Versicherungsangestellten in der GPA inne.
Kurt Wagner engagiert sich stark im Bezirk Wieden. Er wurde 1975 in den Vorstand des ARBÖ-Wieden gewählt und war zwischen 1978 und 1991 Vorsitzender der Jungen Generation Wieden. Von 1983 bis 1995 vertrat er die SPÖ als Bezirksrat in der Wiedener Bezirksvorstehung, bevor er 1995 in den Wiener Landtag und Gemeinderat wechselte. Er ist in der 18. Gesetzgebungsperiode Mitglied im Ausschuss „Gesundheit und Soziales“.
Wagner wurde 1995 in den Bezirksparteivorstand Wieden und als Bezirksparteivorsitzender-Stellvertreter gewählt. Seit 1997 ist er Bezirksparteivorsitzender der SPÖ-Wieden.

## Privates
Kurt Wagner ist der Sohn des Eisenbahnbediensteten Leonhard Wagner und der Hausfrau Friederike Wagner. Er ist seit 1979 verheiratet und hat zwei Söhne und eine Tochter.

## Auszeichnungen (Auswahl)
- 2023: Großes Silbernes Ehrenzeichen für Verdienste um das Land Wien[1]